# Background Imaging of Cosmic Extragalactic Polarization
Pour les articles homonymes, voir Bicep.
Background Imaging of Cosmic Extragalactic Polarization (BICEP) est une expérience de mesure de la polarisation gravitationnelle du fond diffus cosmologique.

## Instruments
Les instruments utilisés pour cette expérience sont BICEP1 (2006-2008), BICEP2 (2010-2012) et le Keck Array (un groupe de cinq polarimètres en service depuis 2011). Ces appareils sont installés sur la base antarctique Amundsen-Scott, au pôle Sud. BICEP3 est entré en service durant l'été austral 2014-2015, et a été mis à jour en 2015-2016 pour exploiter 2560 détecteurs à 95 GHz .

## Résultats
En mars 2014, la revue Nature publie un article affirmant que BICEP2 a réalisé les premières observations d'ondes gravitationnelles primordiales, émises quelque 380 000 années après le Big Bang, ce qui soutient que l'Univers aurait connu une période inflationniste. C'est dans une carte de la polarisation que les ondes gravitationnelles ont été mises en évidence. Les données confirment également le lien profond entre la mécanique quantique et la relativité générale.
Les résultats publiés dans Nature sont cependant remis en question par d'autres chercheurs. 
En janvier 2015, il est déterminé que le signal n'est pas dû à des ondes gravitationnelles primordiales, mais plutôt à la polarisation due à la poussière interstellaire à l'intérieur de la Voie Lactée.